# Tempelfjorden
Le Tempelfjorden est la terminaison de l'Isfjorden la plus enfoncée à l'intérieur du Svalbard, à l'est du Sassenfjorden. Le nom de ce fjord provient de la géologie typique de ses rives qui rappela à son découvreur les murs d'un temple. Il fait partie de la Terre de Bünsow mais marque la limite avec la Terre de Sabine.
Le glacier Tunabreen (breen : glacier) et le Nordenskiöldbreen (du nom de son découvreur, Otto Nordenskjöld) viennent fondre à l'origine du Tempelfjorden.
Le fjord fait partie du Parc national de Sassen-Bünsow Land. Il est le repère favori de la majorité des espèces d'oiseaux nichant au Spitzberg. On peut y voir des macareux, goélands, mouettes, sternes ou autres mergules, guillemots et oies bernaches.
Le Templefjorden est souvent le lieu d'excursion des étudiants en biologie de l'Université du Svalbard.

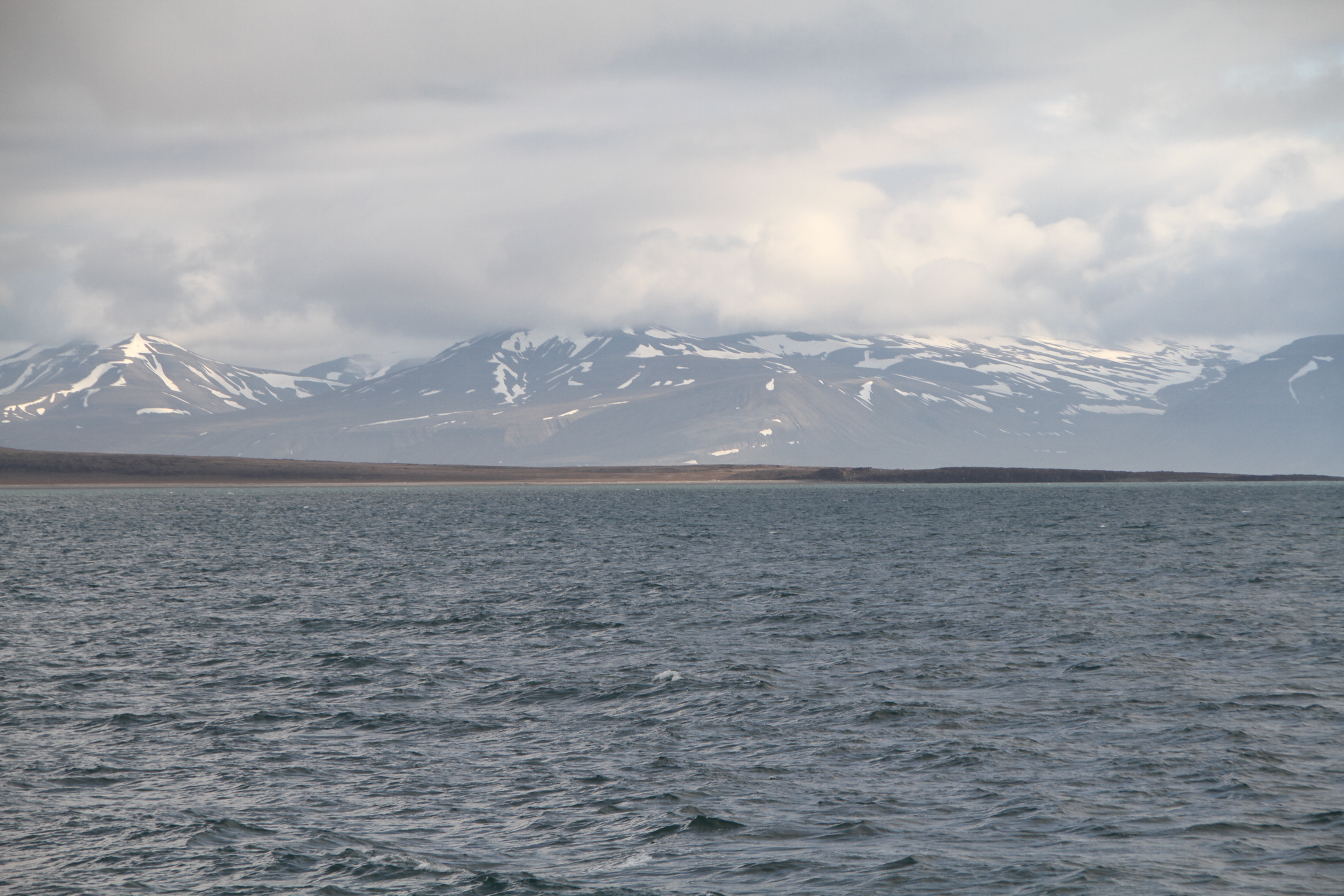